# Vipio ocreatus
Vipio ocreatus är en stekelart som beskrevs av Joseph Kriechbaumer 1894.
Vipio ocreatus ingår i släktet Vipio och familjen bracksteklar. Inga underarter finns listade i Catalogue of Life.